# Goniocorella dumosa
Goniocorella dumosa (Alcock, 1902) é uma espécie de coral-pétreo (coral duro) de águas frias e profundas, nas quais constrói recifes de coral de grandes dimensões, sendo conhecidas estruturas com 40 m de altura e 700 m de largura. Goniocorella forma recifes com estrutura muito complexa, com múltiplos ramos finos fundidos, o que aumenta a solidez da estrutura. Alguns recifes são constituídos exclusivamente por Goniocorella, mas por vezes é encontrado em associação com outros corais, entre os quais Desmophyllm dianthus. A espécie parece ter distribuição natural restrita ao Hemisfério Sul, ocorrendo entre os 80 e os 1500 m de profundidade.